# Comité pour la promotion de la vertu et la prévention du vice (Arabie saoudite)
Pour les articles homonymes, voir Comité pour la promotion de la vertu et la prévention du vice.

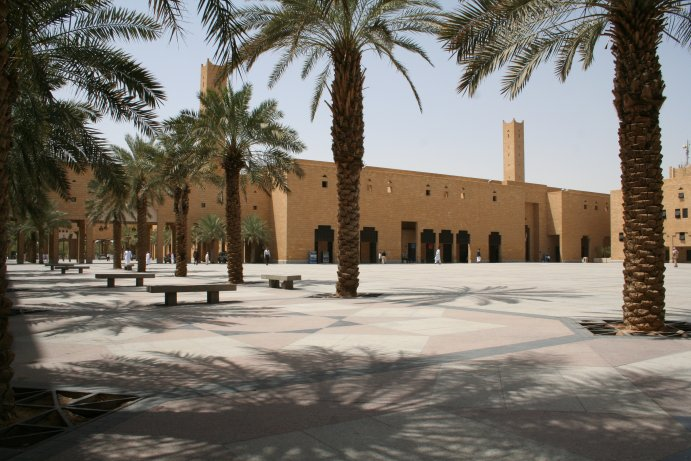
Dira Square, à Riyadh, Arabie Saoudite. Il s'agit d'une mosquée.

Le Comité pour le commandement de la vertu et la répression du vice (en arabe : هيئه الأمر بالمعروف و النهي عن المنكر) est une entité gouvernementale d'Arabie saoudite dont dépend la Muttawa, la police religieuse du pays dont le but est de faire appliquer la Chariah.

## Domaine d'action
Le Comité et la Muttawa sont chargés de mettre en œuvre la Chariah telle qu'elle est définie en Arabie saoudite, et en particulier, :
- arrestation de toutes personnes se livrant à des activités homosexuelles, de prostitution, de fornication ;
- arrestation de tout homme et de toute femme trouvés ensemble alors qu'ils n'appartiennent pas à la même famille ;
- surveillance de l'application des règles islamiques en matière d'habillement et en matière alimentaire (interdiction de manger du porc, par exemple, ou interdiction de boire de l'alcool), et de la fermeture des magasins pendant la prière ;
- interdiction de marchandises considérées comme non islamiques, telles que CD ou DVD de certains groupes musicaux occidentaux, de certains films ou émissions télévisées.
- empêcher le prosélytisme et la pratique en Arabie saoudite d'autres religions que l'Islam.

## Controverses
L'action du Comité et de la Muttawa a donné lieu à de nombreuses controverses, en particulier lors de l'incendie d'une école de filles à La Mecque en mars 2002, du fait des conséquences tragiques de l'évènement.
Accusé de ridiculiser la commission pour s'être félicité  que celle-ci « nous enseigne la vertu et qu’elle se soucie autant que tous les Saoudiens aillent au paradis », le blogueur Raif Badawi  a été condamné à 10 ans de prison et à 1000 coups de fouet, distribués en vingt séances hebdomadaires de flagellation.